# Karl Wilhelm Salice-Contessa
Pour les articles homonymes, voir Contessa.
Karl Wilhelm Salice-Contessa, né le 19 août 1777 à Hirschberg, mort le 2 juin 1825 à Berlin, est un poète romantique prussien.

## Biographie
Contessa est le second fils d'un riche habitant d'Hirschberg d'origine italienne et le jeune frère du poète Christian Jakob Salice-Contessa. Il va entre 1795 et 1798 au Pädagogium Francke Stiftungen de Halle, où il fait la connaissance d'Ernst von Houwald et étudie la jurisprudence, qu'il interrompt cependant après un an, afin de faire plusieurs voyages à travers l'Europe, notamment à Weimar, où il s'établit lui-même en 1802. Soutenu tout le long de sa vie par son frère et Houwald, il se consacre entièrement à ses inclinations littéraires et musicales. En 1805, il s'installe à Berlin, où il passe ses dernières années et, à partir de 1816, retrouve son ami Houwald. En 1814, il fait la connaissance et devient un grand ami d'Ernst Theodor Amadeus Hoffmann, se joint au cercle des frères Saint-Sérapion. 
Comme poète, Karl William Contessa est particulièrement productif et laisse neuf volumes d'Œuvres complètes. Il a souvent puisé les matériaux de ses livres, comme son frère, dans les légendes silésiennes et dans l'histoire. Plusieurs de ses textes ont été écrits en collaboration avec son frère, avec E.T.A. Hoffmann, avec Adelbert von Chamisso ou avec Friedrich de La Motte-Fouqué. Ses œuvres en prose renvoient souvent, comme chez Hoffmann, au rapport difficile entre l'art et la vie. Contessa est également estimé des peintres de paysage.

## Œuvres
- Das Räthsel et Der unterbrochene Schwätzer (deux comédies), 1808
- Meister Dietrich, 1811. Traduction en français, Maître Dietrich ou l'homme vert par Maximilien Kauffmann, 1833, dans Les Romantiques allemands d'Armel Guerne, Desclée de Brouwer, 1956 et 1963, rééd. Phébus, 2004.
- Sämmtliche Schriften (9 volumes), 1826